# Santa Cruz Itundujia
Santa Cruz Itundujia è un comune del Messico, situato nello stato di Oaxaca.